# المدرسة اليعقوبية
المدرسة اليعقوبية من أشهر مدارس الدولة الزيانية والتي بنيت في القرن 8هجري تواجد المدرسة اليعقوبية بجوار مسجد الشّيخ إبراهيم المصمودي، شرق مسجد أبي الحسن وجنوب غرب المشور في حي باب الحديد.
شيّدت هذه المدرسة بأمر من الأمير الزياني أبو حمو موسى الثاني سنة 763ه بعد أن تربع على عرش تلمسان، تخليدًا لوالده أبي يعقوب الّذي أدركته الوفاة سنة 763ه/1362م.

## التشييد
انشات من طرف السلطان أبو حمو موسى الثاني سنة 765ه/1363م كما اكد ذلك يحي ابن خلدون,وسمّيت باليعقوبية نسبة الى ابيه ابي يعقوب يوسف.بنيت هذه المدرسة لان مدينة تلمسان رغم ما احتوته من مدارس سابقة, فإنها كانت في حاجة ماسة الى مدارس أخرى نظرا للتطور العمراني,وازدياد الكثافة السكانية ,الى جانب الحركة العلمية التي كان عليها المغرب الإسلامي بأكمله, وتلمسان خاصة

## وصف المدرسة
- ذكرها التنسي :

| المدرسة اليعقوبية | "وله [أبو عبد الله المعروف بالشريف التلمساني] بنى مدرسة، حين توفي والده في تلمسان، ودفن بباب إيلان ثم نقل إلى جوار أخويه السلطانين أبي سعيد وأبي ثابت، فلما كملت المدرسة نقلوا ثلاثتهم إليها، واحتفل بها وأكثر بها الأوقاف، ورتب فيها الجرايات.." | المدرسة اليعقوبية |

- صاحب زهر البستان الجميل والدقيق، الذي يدل على أهميتها وعمرانها وسعة فنائها وزخرفتها بقوله:[3]

| المدرسة اليعقوبية | "وأنشأ مدرسة القرآن والعلوم، وانفق فيها من الحلال المعلوم، فأقيمت مدرسة مليحة البناء، واسعة الفناء بنيت بضروب من الصناعات ووضعت في أبدع الموضوعات، سمكها بالصبغة مرقوم، وبساط أرضها بالزليج مرسوم، غرس بازائها بستانين يكتنفها، وصنع فيها صهريجا مستطيلا وعلى ظرفيه من الرخام. خصتان يطردان مسيلا، فيالها من بنية ما أبهجه | المدرسة اليعقوبية |

## أنظر أيضا
- قصر المشور